# Liocichla phoenicea
El charlatán carirrojo (Liocichla phoenicea) es una especie de ave paseriforme de la familia Leiothrichidae. Está ampliamente distribuido en Asia, encontrándose en Bangladés, Bután, China, India, Laos, Birmania, Nepal, Tailandia y Vietnam.

## Subespecies
Se han descrito las siguientes subespecies:
- Liocichla phoenicea phoenicea
- Liocichla phoenicea bakeri
- Liocichla phoenicea ripponi
- Liocichla phoenicea wellsi